# Harpalyke
Harpalyke (Jupiter XXII, S/2000 J5) är en av Jupiters mindre yttre månar. Den upptäcktes den 23 november 2000 av en grupp astronomer vid University of Hawaii under ledning av Scott S. Sheppard. Den fick först den tillfälliga beteckningen S/2000 J5 och uppkallades senare efter Harpalyke, som var dotter till Klymene i den grekiska mytologin. Vanligtvis uppkallas Jupiters månar efter mytologiska kvinnor som har någon form av relation till Zeus (Jupiter). Grekisk mytologi innehåller dock många kvinnor som heter Harpalyke och det är oklart exakt vilken av dem som åsyftas.

## Omloppsbanans egenskaper
Harpalyke kretsar kring Jupiter på ett avstånd av 20 858 000 kilometer, på 623 dagar 7 timmar och 26 minuter. Banans excentricitet är 0,2441 med en lutning på 148,644° i förhållande till Jupiters ekvatorialplan. Den roterar kring Jupiter i en retrograd bana dvs. månen rör sig åt motsatt håll i förhållande till planetens rotation. På grund av dess banegenskaper tillhör den Ananke-gruppen.

## Fysiska egenskaper
Harpalyke har en genomsnittligt diameter på 4,4 kilometer och densiteten är uppskattad till 2 600 kg/m3 vilket kan tyda på att den är uppbyggd av silikater och fruset vatten. Den har en mörk yta med en albedo på 0,04 vilket betyder att enbart 4 % av solljuset som träffar den reflekteras. Den skenbara magnituden är 22,2.